# تهوية (فيزيولوجيا)
التهوية هي حركة دخول وخروج الهواء إلى الجهاز التنفسي. وهي تقاس بواسطة كل من:
- معدل التنفس، وهو عدد الأنفاس في الدقيقة الواحدة، عادة في مدى 12-20 نفس في الدقيقة
- حجم الهواء في كل تنفس، والمعروف أيضا باسم الحجم المدي (بالإنجليزية: Tidal Volume)‏.

يمكن أن يحدث تغيير في التهوية، وذلك استجابة لاحتياجات الجسم الأيضية، عن طريق:
- التغير عدد الأنفاس في الدقيقة الواحدة
- التغير في كمية الهواء الذي يدخل الرئتين ضمن كل نفس.

في حالة نقص تأكسج الدم (بالإنجليزية: hypoxemia)‏ يحدث تنفس سريع ولكن ضحل، الأمر الذي يتسبب بزيادة عملية التخلص من ثاني أكسيد الكربون، وغالبا ما يؤدي ذلك إلى نقص أكسيد الكربون في الدم (بالإنجليزية: hypocapnia)‏.

## آليات التهوية

عند انكماش الحجاب بكبر فراغ الصدر و عند ارتخائه ينكمش الصدر بفعل مرونته

تحدث حركة دخول وخروج الهواء من الرئتين بسبب فرق الضغط الناتج عن تغير حجم الرئة. يتدفق الهواء من منطقة الضغط العالي إلى الضغط المنخفض. لا يمكن للجسم أن يرفع الضغط الجوي المحيط به لدفع الهواء إلى داخل الرئتين لذلك يقوم الجسم بخفض الضغط داخل الرئتين. يتم ذلك من خلال زيادة حجم الصدر.
ترتكز الرئتان على السطح العلوي لعضلة الحجاب الحاجز، العضلة الرئيسية لإحداث عملية الشهيق. هذه العضلة على شكل قبة؛ عند انكماشها يقل التقوس في شكلها وتصبح ذات سطح أكثر استقامة، هذا التسطح يؤدي إلى انخفاض سطحها العلوي إلى الأسفل وبالتالي زيادة حجم الصدر فوقها. توازيا مع انقباض الحجاب الحاجز تقوم العضلات الوربية الظاهرة (بالإنجليزية: External intercostal muscles)‏، برفع القفص الصدري إلى الأعلى. تؤدي تلك الحركات مجتمعة إلى توسع الصدر من الأعلى والأسفل مما يؤدي إلى خفض الضغط داخل القفص الصدري، وبالتالي خفض الضغط داخل الرئتين، الأمر الذي يعمل على توفير القوة الدافعة لتدفق الهواء إلى داخل الرئتين. العبئ الأكبر ضمن عملية التهوية يتم خلال عملية الشهيق.
بعد انتهاء مرحلة الشهيق ترتخي عضلة الحجاب الحاجز والعضلات الوربية الظاهرة لتبدأ عملية الزفير. هذه العملية تتم (تقريبا) بدون تدخل عضلي، إذ ينكمش الصدر بسبب طبيعة الأنسجة المرنة للرئتين. الأمر يشبه شد المطاط، إذا زال مؤثر الشد سينكمش المطاط إلى حجمه الأصلي بسبب طبيعته المرنة. مع عودة الرئتين إلى حجمهما الأصلي يتم طرد الهواء خارجا. إلا أنه يمكن أن تحدث عملية زفير قصري وذلك أثناء السعال، حيث تقوم عضلات البطن بزيادة الضغط داخل البطن، مما يضغط محتويات البطن على الحجاب الحاجز. وبالإضافة إلى ذلك، تقوم العضلات الوربية الظاهرة بشد اأضلاع القفص الصدري اى الأسفل. هذه العمليات المتزامنة ترفع ضغط الصدر بسرعة وتعزز عملية الزفير.
عملية الشهيق تتحمل المسؤولية الأكبر لإتمام عملية التنفس ككل. أمراض الرئة أو جدار الصدر قد تزيد من عبء عمل عضلات التنفس مما قد يؤدي إلى استعمال عضلات ثانوية أخرى للحفاظ على تهوية كافية.

## ضعف التهوية
التغيير في حجم الرئتين هو ما يؤدي إلى عملية التهوية، إلا أن هذا يعني إمكانية تأثر التروية بالأمراض التي تصيب الأجهزة التي تتسبب بالتروية. لهذا، وبغرض تقيم وظائف الرئة، يتم قياس أحجام الرئتين، لمعرفة قيمها الطبيعية ومقارنتها مع المرضية.
هناك نوعان رئيسيان من الاضطرابات يمكن أن تعيق التهوية. وهي:
- اضطرابات معرقلة، حيث تضيق ممرات التنفس، مما يؤدي إلى زيادة مقاومة تدفق الهواء
- اضطرابات تقيدية، حيث يتم تقليص قدرة الرئتين على التوسع والانكماش ويصبح حجم الهواء الداخل والخارج محدود.

يتسم كل من الاضطربات المعرقلة أو المقيدة بأنماط محددة ومعروفة لوظائف الرئة. يمكن قياس وتميز هذه الأنماط عند إجراء اختبارات وظائف الرئة.
قد يحدث فشل في عملية التنفس في حالة حدوث إفراط في عملية التنفس بحيث يحدث انهيار وفشل لدى العضلات. لمنع هذه الفشل أو للتعامل معه في حالة حدوثه، يتم إجراء عملية التهوية بطرق ميكانيكية خارجية.